# Pisa
Pisa este un oraș cu aproximativ 90.000 de locuitori, reședință a provinciei Pisa, din regiunea Toscana, Italia, aflat la gura de vărsare a râului Arno în Mediterană.
Al șaselea oraș al Toscanei dupa populație, orașul face parte dintr-un teritoriu al provinciei Pisa cu caracteristici omogene (numit "zona pisană"), care împreună cu orașele învecinate Calci, Cascina, San Giuliano Terme, Vecchiano și Vicopisano ajunge să numere circa 190.000 de locuitori cu o suprafată de circa 475 km². Reprezintă un vârf al așa zisului "triunghi industrial" constituit din orașele Livorno, Pisa și Collesalvetti, a cărui populație totală ajunge la peste 260.000 de locuitori cu o suprafață de circa 400 km².
În Pisa se găsește cel mai mare aeroport din regiune, Aeroportul Galileo Galilei.
Pisa găzduiește trei dintre cele mai importante instituții universitare italiene și europene: Universitatea din Pisa, Școala Normală Superioară și Școala Superioară Sant'Anna, precum și Consiliul Național al Cercetării și numeroase institute de cercetare.
Pisa a fost una dintre cele patru Republici Marine ale Italiei împreună cu Genova, Amalfi și Veneția. Orașul era un important centru comercial în Evul Mediu și controla o flotă mediteraneană importantă. Dintre piețele cele mai importante ale orașului se remarcă faimoasa Piață a Domului, cunoscută ca Piața Miracolelor, declarată în 1987 patrimoniu mondial al umanității, cu Catedrala construită cu marmură albă și colorată, între 1063 și 1118, în stil romanic pisan, cu ușile din bronz ale Sfântului Ranieri, operă a lui Bonanno Pisano și amvonul lui Giovanni Pisano. În piață se înalță Turnul înclinat, clopotniță din secolul XII, înaltă de 56 m, care și-a dobândit înclinarea caracteristică la zece ani de la începutul construirii sale, astăzi unul dintre monumentele italiene cele mai cunoscute din lume.
Alte obiective turistice importante sunt și Piața Cavalerilor sau Biserica Santa Maria della Spina.

## Istorie

### Antichitate
Conform celor mai multe ipoteze, originea numelui Pisa provine din etruscă și înseamnă „gură”, deoarece Pisa se află la gura de vărsare a râului Arno.
Deși de-a lungul istoriei au existat mai multe incertitudini cu privire la originea orașului Pisa, săpăturile efectuate în anii 1980 și 1990 au găsit numeroase vestigii arheologice, inclusiv mormântul din secolul al V-lea î.Hr. al unui prinț etrusc, dovedind originea etruscă a orașului, precum și rolul său de oraș maritim, arătând că a întreținut relații comerciale și cu alte civilizații mediteraneene.
Autorii romani antici s-au referit la Pisa ca la un oraș vechi. Virgiliu, în Eneida, afirmă că Pisa era deja un mare centru în timpurile descrise; și dă epitetul de Alphēae orașului deoarece se spune că a fost fondat de coloniștii din Pisa în Elis, în apropierea căreia curgea râul Alpheius. Comentatorul Virgilian Servius a scris că populația Teuti au fondat orașul cu 13 secole înainte de începutul erei noastre.

### Secolul XI

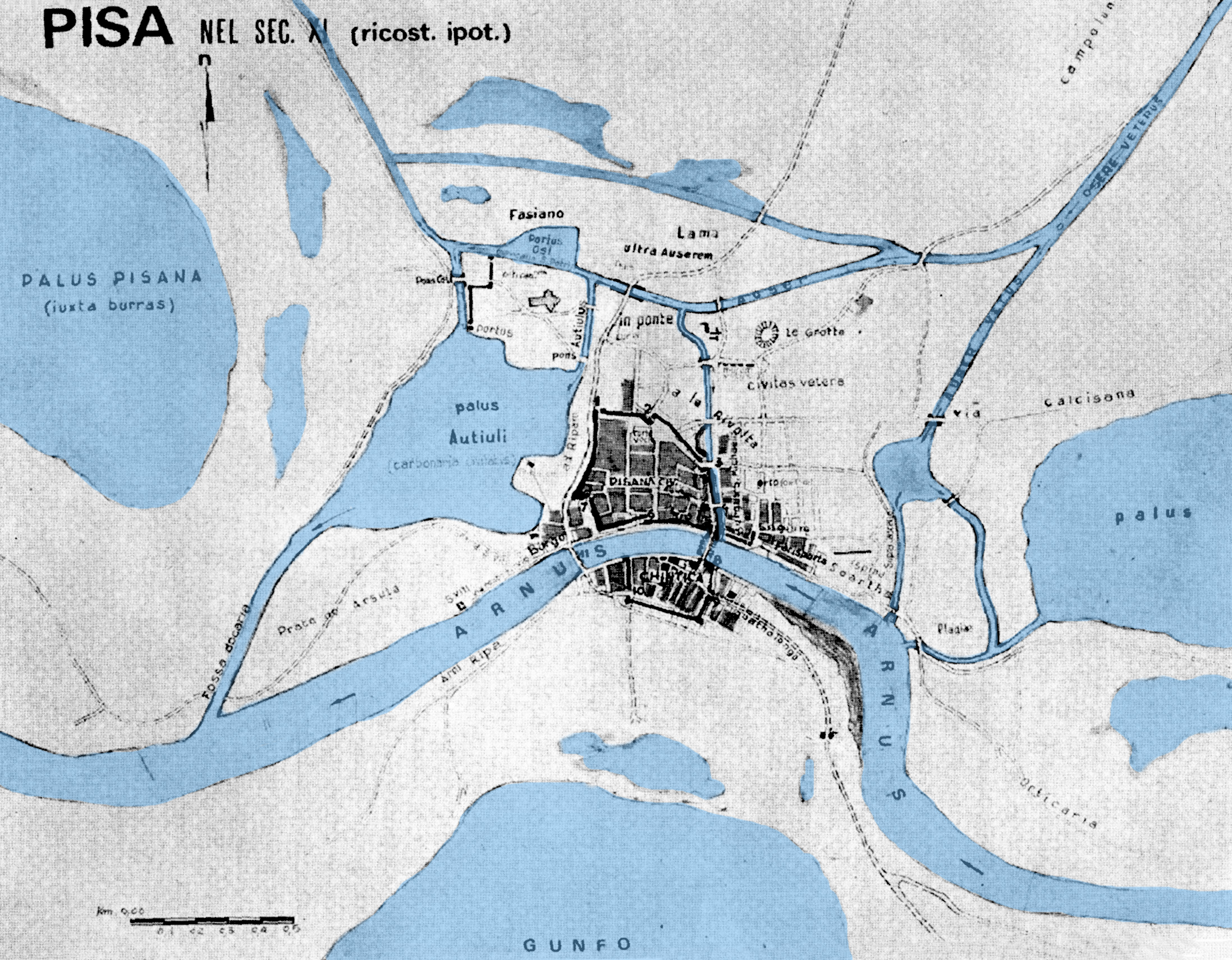
Harta ipotetică a orașului Pisa în secolul al XI-lea d.Hr.

Puterea orașului Pisa ca națiune maritimă a început să crească și a atins apogeul în secolul al XI-lea, când a dobândit faima tradițională de a fi una dintre cele patru principale republici maritime istorice ale Italiei (Repubbliche Marinare).
La acea vreme, orașul era un centru comercial foarte important, și controla o flotă comercială și o marină mediteraneană semnificative. Acesta și-a extins puterile în 1005, prin jefuirea orașului Reggio Calabria din sudul Italiei. Pisa a fost în conflict continuu cu unii „sarazini” - un termen medieval pentru a se referi la musulmanii arabi - care își aveau bazele în Corsica, pentru controlul Mediteranei. În 1017, Giudicati din Sardinia au fost sprijiniți militar de Pisa, în alianță cu Genova, pentru a-l învinge pe regele sarazin Mugahid, care își stabilise o bază logistică în nordul Sardiniei cu un an înainte. Această victorie a conferit Pisa supremația în Marea Tireniană. 
În 1060, Pisa s-a angajat în prima sa bătălie cu Genova. Victoria pisană a contribuit la consolidarea poziției sale în Mediterană. Papa Grigore al VII-lea a recunoscut în 1077 noile „Legi și obiceiuri ale mării” instituite de pisani, iar în 1092, Papa Urban al II-lea a acordat orașului Pisa supremația asupra Corsicii și Sardiniei și, în același timp, a ridicat orașul la rangul de arhiepiscopie.

## Climă
Pisa are o climă subtropicală umedă la limită (clasificarea climatică Köppen: Cfa), și o climă mediteraneană (clasificarea climatică Köppen: Csa). Orașul este caracterizat de ierni răcoroase până la blânde, și veri fierbinți. Această climă de tranziție permite orașului Pisa să aibă veri cu precipitații moderate. Precipitațiile ating vârful toamna. Zăpada este rară. Cea mai ridicată temperatură înregistrată oficial a fost de 39,5 °C, pe 22 august 2011, iar cea mai scăzută a fost de -13,8 °C, pe 12 ianuarie 1985.
| Date climatice pentru Pisa (1991–2020) | Date climatice pentru Pisa (1991–2020) | Date climatice pentru Pisa (1991–2020) | Date climatice pentru Pisa (1991–2020) | Date climatice pentru Pisa (1991–2020) | Date climatice pentru Pisa (1991–2020) | Date climatice pentru Pisa (1991–2020) | Date climatice pentru Pisa (1991–2020) | Date climatice pentru Pisa (1991–2020) | Date climatice pentru Pisa (1991–2020) | Date climatice pentru Pisa (1991–2020) | Date climatice pentru Pisa (1991–2020) | Date climatice pentru Pisa (1991–2020) | Date climatice pentru Pisa (1991–2020) |
| Luna                                   | Ian                                    | Feb                                    | Mar                                    | Apr                                    | Mai                                    | Iun                                    | Iul                                    | Aug                                    | Sep                                    | Oct                                    | Nov                                    | Dec                                    | Anual                                  |
| -------------------------------------- | -------------------------------------- | -------------------------------------- | -------------------------------------- | -------------------------------------- | -------------------------------------- | -------------------------------------- | -------------------------------------- | -------------------------------------- | -------------------------------------- | -------------------------------------- | -------------------------------------- | -------------------------------------- | -------------------------------------- |
| Maxima medie °C (°F)                   | 11.5 (52,7)                            | 12.6 (54,7)                            | 15.5 (59,9)                            | 18.5 (65,3)                            | 22.7 (72,9)                            | 27.0 (80,6)                            | 29.9 (85,8)                            | 30.3 (86,5)                            | 26.1 (79)                              | 21.3 (70,3)                            | 16.0 (60,8)                            | 12.1 (53,8)                            | 20,29 (68,53)                          |
| Media zilnică °C (°F)                  | 6.9 (44,4)                             | 7.4 (45,3)                             | 10.2 (50,4)                            | 13.0 (55,4)                            | 17.1 (62,8)                            | 21.2 (70,2)                            | 23.9 (75)                              | 24.2 (75,6)                            | 20.2 (68,4)                            | 16.1 (61)                              | 11.6 (52,9)                            | 7.7 (45,9)                             | 14,96 (58,92)                          |
| Minima medie °C (°F)                   | 2.8 (37)                               | 2.8 (37)                               | 5.2 (41,4)                             | 7.8 (46)                               | 11.5 (52,7)                            | 15.3 (59,5)                            | 17.8 (64)                              | 18.5 (65,3)                            | 14.9 (58,8)                            | 11.7 (53,1)                            | 7.8 (46)                               | 3.9 (39)                               | 10 (50)                                |
| Minima istorică °C (°F)                | −13.8 (7,2)                            | −8.4 (16,9)                            | −8.2 (17,2)                            | −3.2 (26,2)                            | 2.8 (37)                               | 5.8 (42,4)                             | 8.8 (47,8)                             | 8.2 (46,8)                             | 3.8 (38,8)                             | 0.3 (32,5)                             | −7.2 (19)                              | −7.2 (19)                              | −13,8 (7,2)                            |
| Precipitații mm (inches)               | 68.0 (2.677)                           | 63.1 (2.484)                           | 60.0 (2.362)                           | 64.9 (2.555)                           | 61.7 (2.429)                           | 41.1 (1.618)                           | 31.9 (1.256)                           | 40.6 (1.598)                           | 100.3 (3.949)                          | 128.7 (5.067)                          | 131.1 (5.161)                          | 87.7 (3.453)                           | 879,1 (34,61)                          |
| Umiditate [%]                          | 75.2                                   | 71.9                                   | 70.9                                   | 72.5                                   | 72.0                                   | 70.6                                   | 68.4                                   | 68.9                                   | 70.3                                   | 75.0                                   | 77.9                                   | 76.8                                   | 72,53                                  |
| Nr. de zile cu precipitații (≥ 1.0 mm) | 6.9                                    | 7.2                                    | 6.3                                    | 7.6                                    | 6.6                                    | 4.4                                    | 2.2                                    | 2.6                                    | 6.5                                    | 8.6                                    | 10.4                                   | 9.3                                    | 78,6                                   |
| Ore însorite                           | 113.2                                  | 128.4                                  | 166.3                                  | 180.8                                  | 240.9                                  | 264.9                                  | 314.5                                  | 286.8                                  | 216.1                                  | 158.1                                  | 115.0                                  | 100.7                                  | 2.285,7                                |
| Sursă: NOAA, (Sun for 1981-2010)       |                                        |                                        |                                        |                                        |                                        |                                        |                                        |                                        |                                        |                                        |                                        |                                        |                                        |

## Obiective turistice
- Turnul înclinat din Pisa (Torre pendente)
- Dom Santa Maria Assunta
- Baptisterium (Battistero di San Giovanni)
- Camposanto Monumentale (Campo Santo di Pisa)
- Biserica Santa Maria della Spina
- Biserica San Paolo a Ripa d’Arno
- Santo Sepolcro
- Piazza dei Cavalieri
- Cea mai veche grădină botanică din lume (1543)[9]

## Personalități
- Giuliano Amato (n. 1938), politician
- Andrea Bocelli (n. 1958), cântăreț
- Giosuè Carducci (1835-1907), scriitor laureat al Premiului Nobel pentru Literatură
- Giorgio Chiellini (n. 1984), fotbalist
- Carlo Azeglio Ciampi (1920-2016), al zecelea președinte al Italiei
- Ulisse Dini (1845-1918), matematician
- Leonardo Fibonacci (1170-1240-50), matematician
- Galileo Galilei (1564-1642), fizician, astronom și matematician
- Camila Giorgi (n. 1991), jucătoare de tenis
- Giovanni Gronchi (1887-1978), politician
- Giacomo Leopardi (1798-1837), poet
- Enrico Letta (n. 1966), politician
- Antonio Pacinotti (1841-1912), fizician și inventator
- Bruno Pontecorvo (1913-1993), fizician
- Rustichello (sec. XIII), apropiatul lui Marco Polo

## Galerie

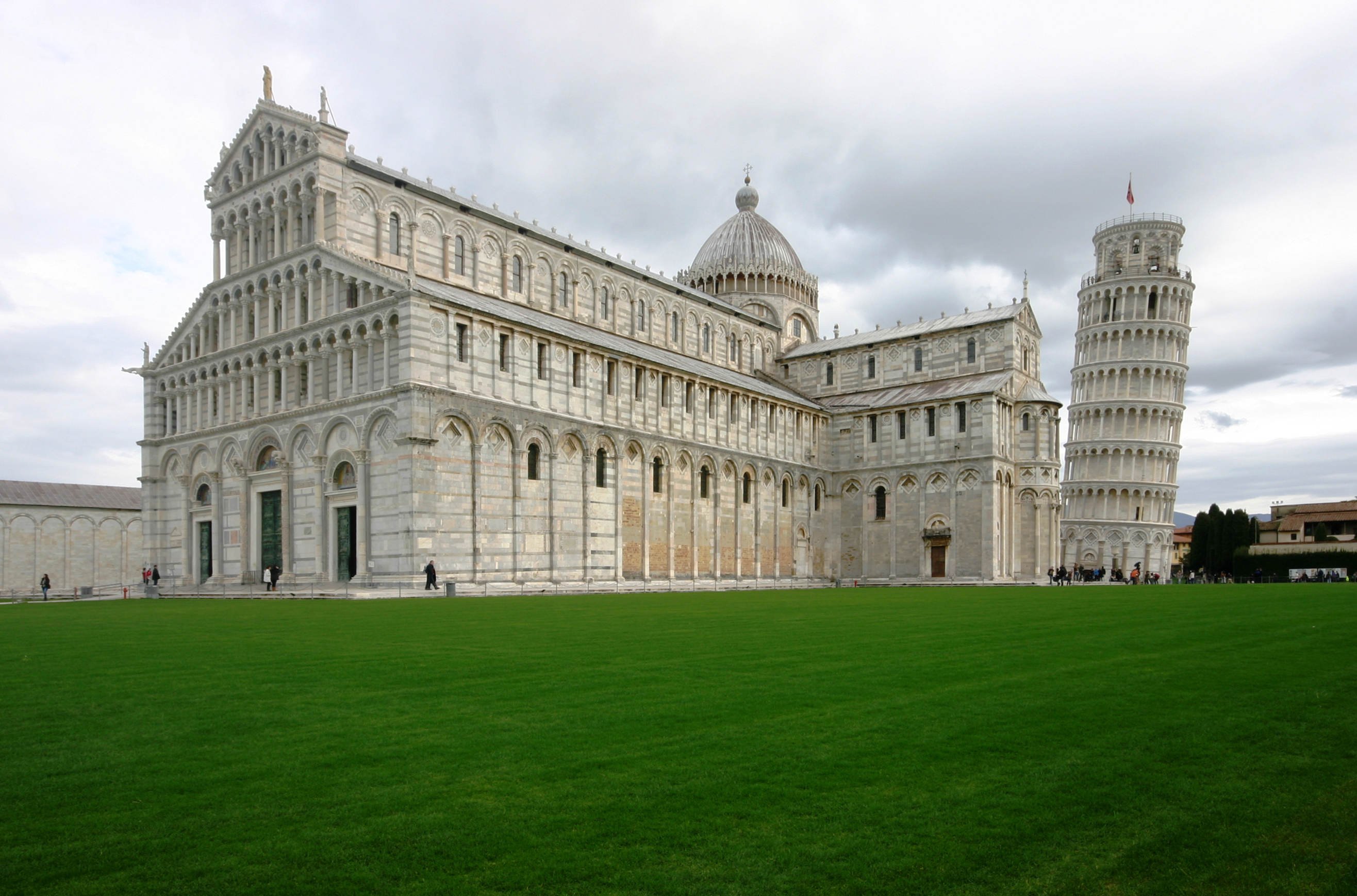
Piazza dei Miracoli din Pisa, cu Domul și Turnul înclinat
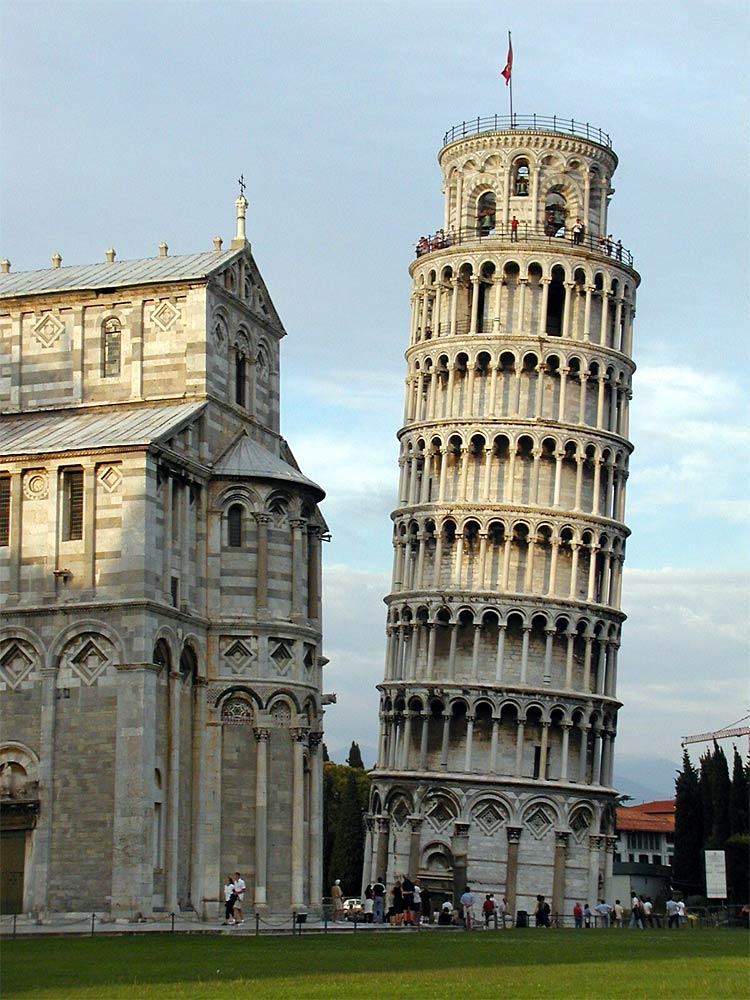
Turnul înclinat din Pisa
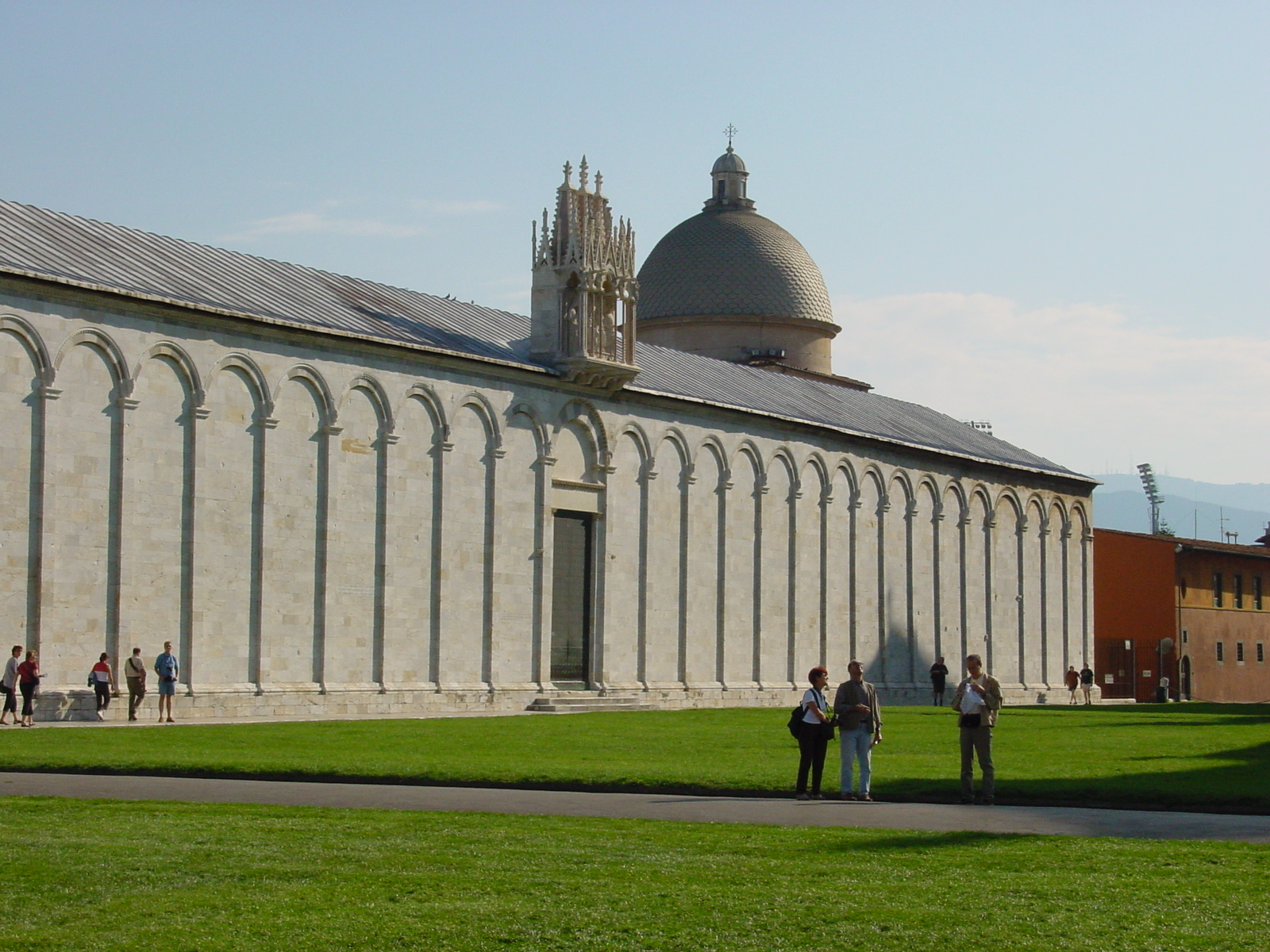
Camposanto Monumentale
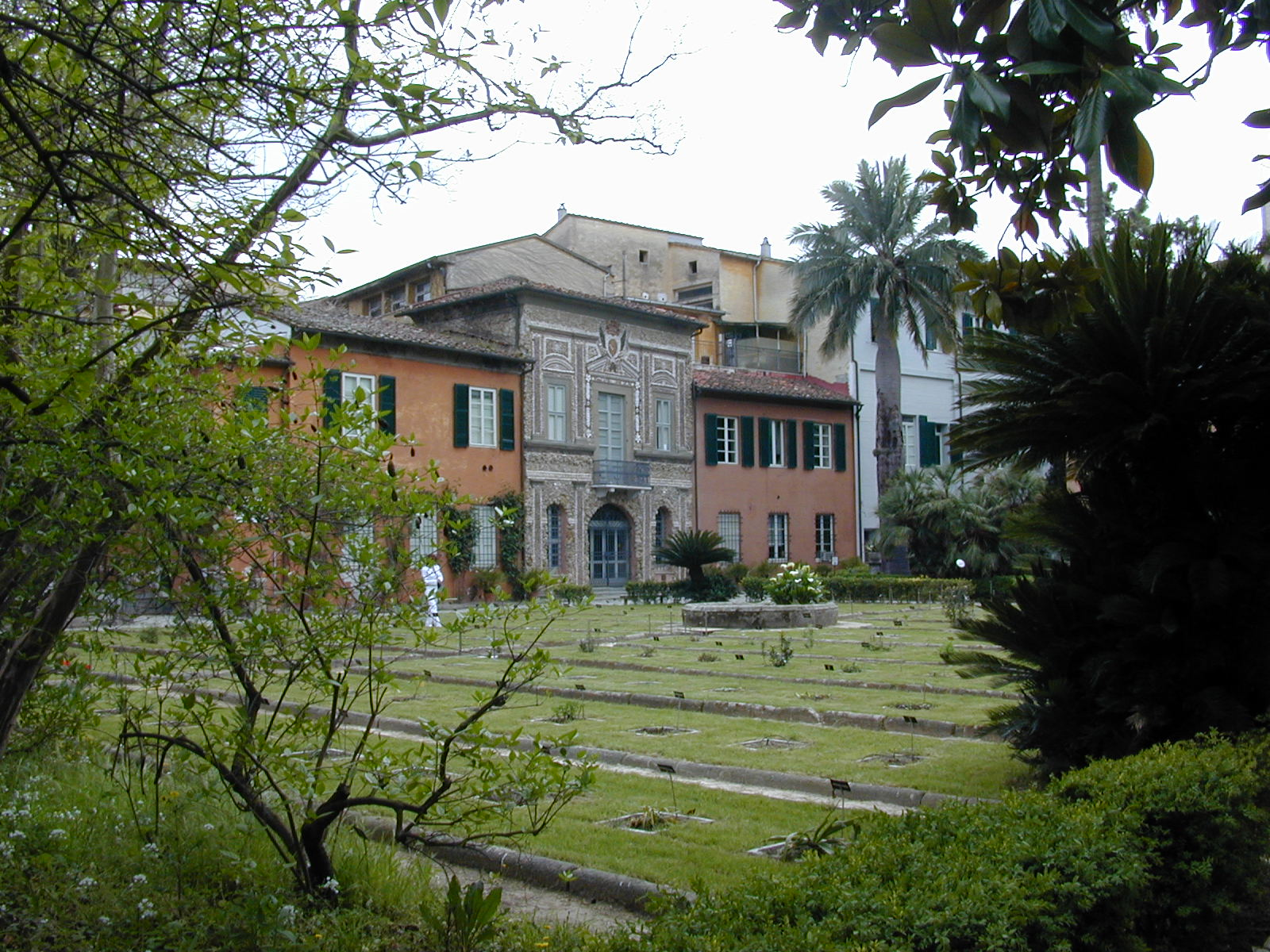
Grădină botanică